# Koppelkoers

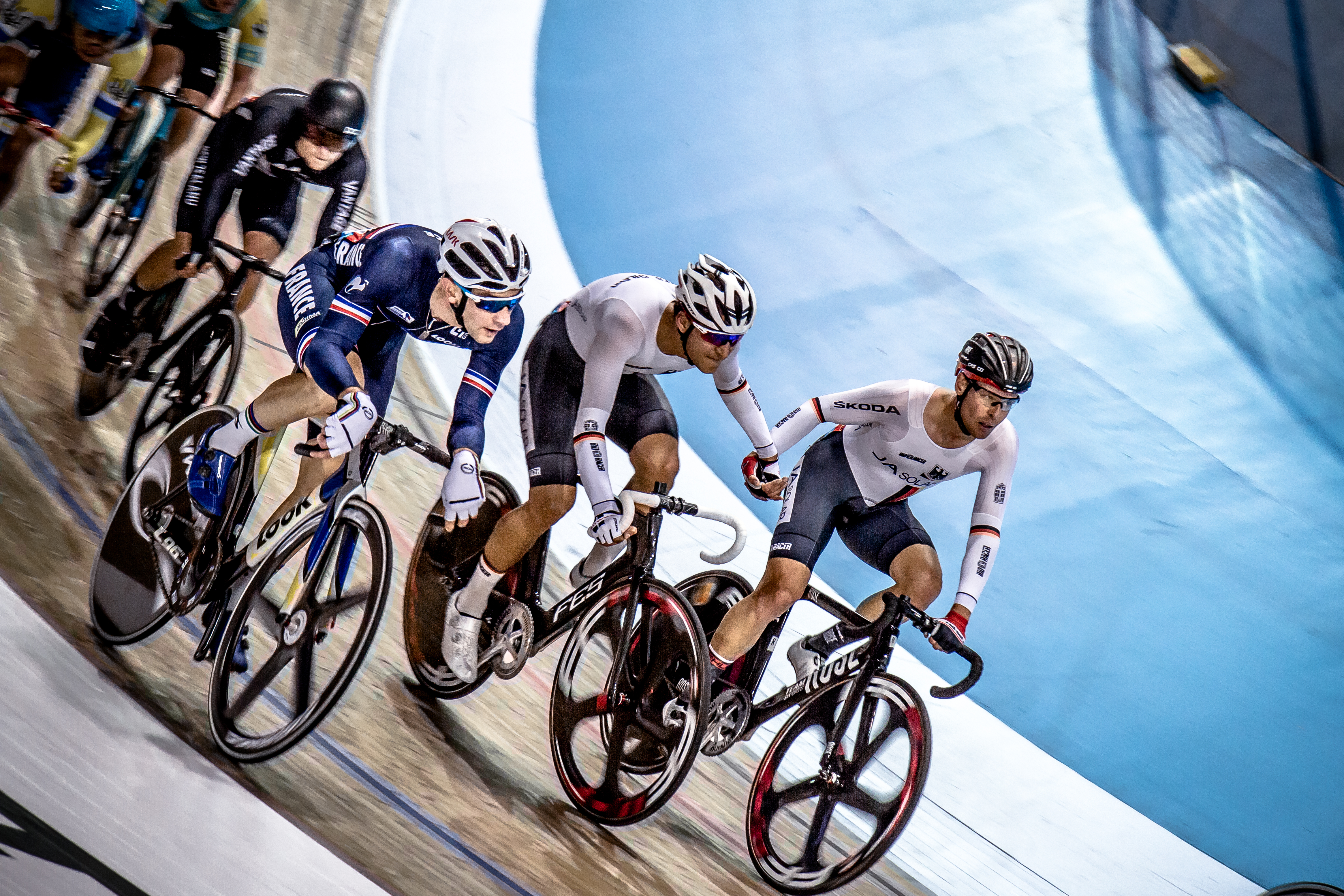
Koppelkoers

De koppelkoers, ook wel madison, ploegkoers of jacht geheten, is een subdiscipline van het baanwielrennen.
Bij dit onderdeel vormen twee renners een koppel, zij lossen elkaar in principe om de anderhalf à twee ronden af. De afgeloste renner blijft langzaam rijden om even op adem te komen. Net als bij de puntenkoers zijn ook bij de koppelkoers tussensprints waar 5, 3, 2 en 1 punt te verdienen zijn voor de eerste 4. Echter, het behalen van een ronde voorsprong gaat voor het behaalde aantal punten. Dus het koppel met de meeste ronden voor wint, bij gelijk aantal ronden wint diegene met de meeste punten.

## Geschiedenis
- In 1899 werd tijdens de Zesdaagse van New York de eerste koppelkoers verreden in Madison Square Garden, vandaar de Engelse naam.
- In 1949 werd het eerste Europese Kampioenschap voor de mannen gewonnen door  Gerrit Boeijen & Gerrit Schulte, voor  Achiel Bruneel & Camiel Dekuysscher. Het was een open kampioenschap en daarom stonden vanaf het begin tot 1990 Australische renners op het podium. Van 1957 tot en met 1990 waren er ook koppels uit verschillende landen. In 2010 werd het een strikt Europees kampioenschap met landenteams van elite-renners.
- In 1995 werd het eerste wereldkampioenschap voor mannen gewonnen door  Silvio Martinello & Marco Villa. Het WK werd drie keer gewonnen door  Joan Llaneras,  Morgan Kneisky,  Michael Mørkøv en  Mark Cavendish. De meeste medailles (goud, zilver, 6 maal brons) werden gewonnen door  Juan Esteban Curuchet.  Cameron Meyer won van elke medaille 2 stuks. Llaneras en Kneisky 3x goud en 2x zilver.  Etienne De Wilde & Matthew Gilmore wonnen in 1998 het goud en in 2000 zilver op de Olympische Spelen.  Kenny De Ketele & Gijs Van Hoecke werden in 2012 wereldkampioen.  Danny Stam won in 2005 en 2007 zilver met Robert Slippens en Peter Schep.
- In 2000, 2004 en 2008 reden de mannen een koppelkoers op de Olympische Spelen, daarna werd het nummer voorlopig niet gereden.
- In 2016 en 2017 werden  Jolien D'Hoore & Lotte Kopecky de eerste vrouwelijke Europese en Wereldkampioenen.
- In 2018 haalden  Kirsten Wild & Amy Pieters nog zilver, in 2019, 2020 en 2021 werden ze 3 keer achter elkaar wereldkampioen.
- In 2020 stond de koppelkoers weer op het Olympische programma, dit keer voor zowel vrouwen als mannen.